# Globulariopsis tephrodes
Globulariopsis tephrodes là một loài thực vật có hoa trong họ Huyền sâm. Loài này được (E.Mey.) Hilliard mô tả khoa học đầu tiên năm 1999.